# Koroška Bela
Koroška Bela je naselje z okoli 2100 prebivalci v Občini Jesenice, v Zgornjesavski dolini, na severozahodu Slovenije. Ustanovljeno je bilo leta 1998 iz dela ozemlja naselja Jesenice. Koroška Bela je vključena v KS Slovenski Javornik - Koroška Bela in je njen največji in najpomembnejši del. Leta 2015 je imela 2127 prebivalcev.   

Pred tem je bila Koroška Bela več kot 150 let tudi samostojna občina, ki je vključevala vasi - naselja Potoke, Javornik in Javorniški Rovt. 
Vas, ki je bila prvotno poseljena s kmečkim prebivalstvom, je že dolgo povezana s pridobivanjem in s predelavo železa, večina prebivalcev je bila do nedavna zaposlena v jeklarski industriji, kmetovanje pa je skoraj povsem zamrlo.
Prva omemba vasi je iz leta 1253, naj bi pa vas nastala že okoli leta 1000, ko je škofija Briksen tod naselila nekaj kmetov iz okolice Bleda. Posamezne kmetije so tu domnevno obstajale že mnogo prej, še prej pa so v gozdovih višje pod Belščico živeli staroselci - karavanški gorjani, ki so bili povezani tudi z Ajdno. 
Obstajajo dokazi (najdbe), da je ozemlje sedanje Bevske fare poseljeno že najmanj 8.000 let.

## Geografija
Koroška Bela (vas,naselje) leži v Zgornjesavski dolini na vzhodnem delu Občine Jesenice, na ljubljanski strani, vzhodneje je v jeseniški občini le še vas Potoki. Koroška Bela leži na začetku okoli 2 km dolge stranske doline Bela in sicer med hribi : Strano (ki je severozahodno), Malnežem in Hrastnikom (ki sta vzhodno) ter Lničami (ki so severno). Dolino Bela na severni strani zapirajo Karavanke in sicer masiv Belščice, na južni strani vasi in doline Bela (že v Zgornjesavski dolini) pa je Bevsko polje, ob katerem po južnem robu teče reka Sava.
Vas oziroma KO Koroška Bela meji na vzhodu na KO Potoki, na zahodu na KO Javornik (Slovenski Javornik), na južni strani jo omejuje reka Sava, na severni strani pa državna meja z Avstrijo.
Skozi vas, bolj po vzhodni strani, teče zelo nepredvidljiv hudourniški potok Bela, ki je v spodnji del doline Bela v več valovih nasul vršaj (vršaje). Na tem nasutju so po letu 1.000 zgradili tudi vas. Pod prejšnjimi nasutji vršaja se morda skriva še kakšno prastaro naselje, ki ga omenjajo nekateri viri. Zadnje nasutje vršaja se je zgodilo leta 1789.

### Ime
Dolina Bela je bila nekdaj zelo globoko vrezana, neporaščena, bela skalnata soteska. Prav zaradi te neporaščenosti, in belih skal so dolino, tako kot tudi v drugih takšnih primerih (Bohinjska, Kamniška Lučka Bela) imenovali Bela. Ker pa so bile v srednjem veku te površine (doline) v lasti koroških mejnih grofov, pa so jo imeli za koroško dolino, koroško planino in koroško vas : Koroška Bela torej. – Zgornjesavska dolina  je bila v tistih časih tudi bistveno bolj Koroška kot pa Kranjska. Takrat naj bi bilo lažje priti na Koroško kot do Kranja,  saj so bili od Kranja do Bleda težko prehodni zelo gosti gozdovi.  Tudi reka Sava Dolinka je bila takrat imenovana drugače : Koroška (Karnerischen Sau), Korenska (Wurzthaler Sau, Wurzner Save), … Nekatere koroške narečne značilnosti še vedno najdemo v lokalnem narečju.

### Geološki podatki
Vas leži v neposredni bližini več kot 2.000 m visokih vrhov, le okoli 3,6 km stran (zračna razdalja), kar pomeni, da so pobočja teh vrhov zelo, zelo strma. To pa pomeni tudi veliko nevarnost proženja zemeljskih plazov, poleg nekaterih ugodnosti, ki jih strmine sicer prinašajo, pa to pomeni tudi številne druge nevšečnosti. V neposredni bližini so se pojavljali (se pojavljajo) zelo različni geološki pojavi oziroma različna geološka dogajanja : gorotvorna, ledeniška, postvulkanska, kraška, hudourniška, masni premiki, … kar razmere dodatno obremenjuje.
Burna geološka zgodovina pravi, da vas leži med dvema precej aktivnima geološkima prelomnicama, okoli 7 km severno je Periadriadski šiv (prelomna cona), nekaj sto metrov južneje od vasi (morda celo manj) pa je Savska prelomnica (prelomna cona). - Karavanke so nastale kot posledica zelo velikega pritiska afriške kontinentalne plošče na evroazijsko, Periadriadski šiv (prelomna cona) je meja med obema kontinentalnima ploščama. Omeniti pa je treba tudi Košutin prelom (prelomno cono), ki poteka preko Podbelščice, saj je prav tam potekalo intenzivno rudarjenje, tam pa je tudi večina vodnih izvirov.- Povsod tod je hribina zelo heterogena, kaj vse je prineslo narivanje ob gorotvornih procesih ni bilo nikoli raziskano. Obstajajo sicer natančni podatki o geološki sliki Karavank na preseku v območju karavanškega cestnega predora, vendar je že v območju Javorniških rovt vse povsem drugače. Na zelo kratkih razdaljah se tu namreč menjavajo kamnine različnih nastankov in milijonskih časovnih razmakov. -  Razen v primeru predora so bile povsod izvedene le redke in maloštevilne plitve sonde, iz katerih pa ni možno dobiti neke prave in celovite slike oziroma informacije.

## Zgodovina

### Pred nastankom vasi

#### Naseljenci v kameni dobi
Ko se je umaknil oziroma raztalil Zgornjesavsko-južnotirolski ledenik in so se razlila ob tem nastala ledeniška jezera, ter so se na dnu Doline osušila tudi nastala močvirja, so se končno pojavili pogoji za poselitev Doline. Prej so vsa dogajanja potekala v bregovih nad Dolino. Najdeni so bili dokazi, ostanki srednje kamenodobne kulture, ki jih okvirno uvrščajo v čas mlajših mezolitskih kultur, ki dokazujejejo, da so se na savskih terasah, ob izlivu potoka Bela v reko Savo, nad sedanjimi Strugami, na obeh bregovih potoka Bela (na obeh pomolih - na jezičastih podaljških), vsaj za nekaj časa naselili kamenodobni prebivalci. To se je zgodilo že pred približno 8.000 leti. Več dokazov (najdb) je bilo najdenih na vzhodnem Bevskem polju. Tu so bili kar ugodni pogoji za preživetje. Terase in strmine nad njimi so se vedno bolj zaraščale, lega je bila zelo sončna, v bližini je bil izvir domnevno tople vode (Kromfač), v Hrastniku pa je bilo obilo kremena, ki so ga potrebovali za izdelavo primitivnih orodij. - Naseljenci Bevskega polja naj bi se kasneje premaknili višje, na začetek doline Bela in si tam uredili manjše naselje, ki ga omenjajo nekateri viri (?). Še kasneje pa naj bi se za nekaj časa naselili na Gradišču, potem pa naj bi se preselili še višje pod Belščico. 
Takrat so bili namreč zelo surovi časi in za preživetje je bilo potrebno veliko iznajdljivosti. Plenjenje je bila precej običajna praksa preživetja. Ker so se po dolini občasno pomikale razne plenilske tolpe, plenilska plemena in plenilska ljudstva, so se bili tukajšnji naseljenci prisiljeni umakniti višje v hribe. 

#### Staroselci – karavanški gorjani in Ajdna
Višje v hribih, v Podbelščici, oziroma od Javorniškega rovta (Kepe) pa do Ajdne (Završnice) naj bi se ustalili staroselci – karavanški gorjani in medse sprejeli (sprejemali) tudi nove priseljence (tudi Kelte). Ti ljudje so se že dokaj kmalu začeli ukvarjati tudi z rudarstvom in s topilništvom. S temi dejavnostmi so si izboljševali svoje življenjske razmere in tudi možnosti preživetja. V Karavankah so številne rude, od bakrenih, svinčevih, srebrnih, živosrebrnih, manganovih in cinkovih rud, pa do železovih in številnih drugih, kar jim je omogočalo, da so se topilništva lotili na kar najboljši način. Če so zares začeli z bakrom ter nadaljevali z bronom in železom tega ne vemo. Vemo pa, da so topili železove rude in, da so pri tem našli tudi številne druge. 
V tistih časih je nastala tudi Ajdna (ponovna poselitev), majhna vasica na skalnatem vrhu, z okoli 20 objekti in zgodnjekrščansko cerkvijo. Ajdna je zaradi svoje velikosti dejansko potrebovala zelo močno zaledje, zato je bila povezanost s karavanškimi gorjani verjetno zelo, zelo močna. Ali so bili pravzaprav vsi ena skupnost (?). - Leta 1689 je Valvasor zapisal : Ajdna, je varuh železovih rudnikov na Belščici. - Ajdna naj bi nadzirala pomembno povezavo, ki je od Kranja po dolini Save vodila v Kanalsko dolino in v Furlanijo. V tistem času so Rimljani na tej smeri zgradili tako imenovano Rimsko cesto in ob njej tudi utrdbo Gradišče (nad Sotesko).

#### Velika naravna nesreča
Prišla pa je zelo velika naravna nesreča. Naj bi bila to poznoantična mala ledena doba, katere obstoj znanstveniki še vedno intenzivno raziskujejo. Začela naj bi se leta 535 in naj bi trajala vse do leta 660. Takrat naj bi (skoraj) vsi prebivalci zapustili strmine in gozdove pod Belščico. Nastal je zelo veliki neposeljen prostor.
Domnevno naj bi takrat prišlo do (paničnega) pobega (v dravsko dolino). Prebivalci Ajdne in (ostali) staroselci – karavanški gorjani torej zelo verjetno niso bili pobiti (!), saj večjega števila pobitih namreč nikoli niso našli ! - Na Ajdni je bil verjetno ubit le začasni skrbnik (varuh) te preveč na hitro zapuščene vasice).
Nedavne ugotovitve pravijo, da se je takrat nenadoma pojavila katastrofalna ohladitev brez poletij, več kot 5 let ni bilo pridelka, krivec pa naj bi bila domnevna poznoantična mala ledena doba. 

#### Ponovna poselitev in nastanek koroške planine Bela
Kasneje je prišlo do ponovne poselitve teh površin s koroškimi pastirji in kmeti. Ob koncu 7. stoletja naj bi tod naselili nekaj družin s Koroške, ki so s seboj prinesle tudi nova znanja o rudarstvu in topilništvu. Ali so novo naseljeni imeli »spomin« na preteklo stanje ne vemo – prav ti naj bi namreč našli ostanke starih objektov - danes pa o obstoju teh objektov ne vemo prav nič. Nedvomno so jih uničili plazovi z Belščice. - Nepoznana je lokacija grobišča (grobišč- 300 poganskih grobov (omenja jih Valvasor)). - Na območju Rudišča Belščica so Zoisovi rudarji našli ostanke starih rudarskih jam, ki naj bi dokazovali rudarjenje staroselcev in prebivalcev Ajdne , na Bevskem in Potoškem polju pa naj bi našli žlindre in keramiko. 
S koroško poselitvijo koroških pastirjev in kmetov so koroški mejni grofi utrjevali svojo posest. Svojo posest pa so utrjevali tudi s pašo. Na začetku doline Bela je tako nastala koroška planina Bela. Kot prva hiša je bila tu postavljena pastirska koča. Danes na tem mestu stoji hiša »pri Majerju«.  
V Karavankah so številne rude, kar je naseljencem omogočalo, da so se rudarstva in topilništva lotili na kar najboljši način. Ukvarjali pa so se predvsem s pridobivanjem železa, ostale rude so jim pravzaprav le oteževale njihove primitivne postopke. V najstarejših časih, to je v časih tako imenovanega gozdnega železarstva, se je vse odvijalo kampanjsko, železo so v vetrnih pečeh topili le nekaj dni v letu, ko je bila nabrana ruda in pripravljeno oglje, kar se je odvijalo poleti, ko so bile vremenske razmere, ter veter in temperature dokaj ugodne. Rudo se je topilo takrat, ko ni bilo nujnih del na poljih.   

### Nastanek vasi

#### Ustanovitev vasi
Vas nastala že okoli leta 1000, ko je škofija Briksen tod naselila nekaj kmetov iz okolice Bleda. Na koroško planino Bela so postopoma preselili del prebivalstva z okolice Bleda. Takrat so bile doline na južni strani Karavank še večinoma neposeljene. So pa domnevno že mnogo prej tu obstajale posamezne kmetije.  Škofje iz Briksna, doma na južnem Tirolskem, so na Bled, oziroma na blejski grad, prišli v tako imenovanem visokem srednjem veku, saj so na območju Bleda dobili nekaj  posesti. S petimi darovnicami kralja Henrika II. iz let 1004, 1011 in 1040, 1063 in 1073 so svojo posest močno razširili (povečali), kraji kraji med obema Savama, oziroma kraji med verigo južnih bohinjskih gora in Triglavom, so namreč skoraj v celoti prišli v okvir blejskega gospostva. Upravičeno lahko domnevamo, da se je naselitev Koroške Bele zgodila torej v letu 1004 ali takoj potem. Briksenški škofje so svoje lastništvo ozemlja severno od Save s to naselitvijo namreč hoteli kar najbolj prepričljivo primerno utrditi, zato so te doline začeli načrtno poseljevati.
Koroško Belo na kratko omenja tudi zgodovinar Janez Weichard Valvasor. V Slavi Vojvodine Kranjske (1689)  omenja železove rudnike v bližini, vas pa kot zaselek pod zasneženimi gorami, naseljen s kmeti in rudarji. 

#### Cesar škofu Albinu podari Bled
Briksenški škof Albin, kasneje sveti Albuin (karantanski svetnik), je bil za nastanek briksenške posesti Bleda in za nastanek blejskega gospostva, posledično pa tudi za nastanek Koroške Bele pravzaprav še najbolj zaslužen. Rodil se je na Koroškem, na gradu “Stari kamen” (Altstein), slovensko tudi “Gradišnik”, ki leži jugozahodno od današnje cerkve sv. Lovrenca na Kamnu v Podjuni, med domačini imenovan kot “Stari grad”. Njegova mati je bila karantanska kneginja blažena Hildegarda, oče pa je bil mejni grof in kasnejši menih, spokornik Pavel. Oče je bil iz rodbine uglednih Ariboncev. Škof Albin je bil zelo sposoben in ugleden mož, zato mu je nemški cesar Henrik II. aprila 1004 kot svojemu “ljubljenemu” škofu (tako je zapisano) podaril svoje posestvo Bled. S tem je začelo nastajati blejsko gospostvo, kar je bilo v tistem času za Kranjsko dokaj ugodno.
Škof Albin pa je že imel posest na južni strani Karavank, z mejami : Stara Ukova – Jelen Kamen – Mala Kočna - planina Svečica – Belščica –Stol - Može – navzdol na potok Završnico - sotočje Radovne in Save - po Savi navzgor do Stare Ukove, ki naj bi jo dobil v dar od svojega očeta. Škof Albin je tudi to svoje posestvo vključil v okvir blejskega briksenškega gospostva. Tudi južna stran Karavank je tako postala del Kranjske, koroški vpliv se je bistveno (skoraj povsem) zmanjšal. Nastanek zelo razsežnega blejskega gospostva z mejami : sotočje Sav Bohinjke in Dolinke – Kupljenik – Ratitovec – Črna prst – po grebenu do Bogatina – po grebenu do Triglava – Rjavina – Srednja gora – Jerebikovec – Planski vrh – Ukova – po Savi do sotočja obeh Sav je onemogočil nadaljnje razkosavanje tega dela Gorenjske. Enotnost tako velikega prostora pa je bila ugodna tudi za prebivalstvo.

### Vas pod blejsko gosposko in  francoska okupacija

#### Bevski kmetje in blejska gosposka
V prvi omembi Koroške Bele v urbarju Briksenških škofov leta 1253 je bilo omenjenih 15 cenzualnih blejskih kmetij (hub). Koroška Bela je bila po številu hub takrat največje naselje v vsem blejskem gospostvu. Blejski urbar iz leta 1306 omenja, da je takrat samo Koroška Bela  imela prav poseben "privilegij". Podložniki s Koroške Bele so namreč morali poskrbeti za škofa in za njegovo spremstvo, kadar je iz Briksna prišel na obisk na blejsko gospostvo. 
Briksenski škofje pa so na Bled prihajali redko, zato so gospostvo sprva, do leta 1349, upravljali in varovali škofovi ministeriali, vitezi Blejski. Neposredno upravo gospostva so škofje opustili sredi 14. stoletja. Nato je na Bledu skoraj 200 let (1368–1558) gospodarila rodbina Kreigh.
Nekateri lokalni kmetje so do leta 1100 nekaj časa sicer ostali svobodni, vendar so kmalu potem kmetije svojo samostojnost dokončno  izgubile. Obveznosti kmetov do fevdalcev sta bili desetina in tlaka. Bevski kmetje, ki so se ukvarjali s poljedelstvom in živinorejo naj bi bili bogati. Vsaj tako kažejo podatki o njihovih dajatvah blejskim graščakom. - V drugi polovici 14. stoletja je stopnja obveznosti kmetov do fevdalcev začela naraščati. Posledica visoke stopnje zadolženosti so bile številne deložacije. Kmetje so se upirali, vendar neuspešno. Pritoževali so se tako briksenški škofiji kot tudi habsburškim oblastem. Uspeha pa ni bilo prav veliko. Bilo je le vedno slabše. Voditelji uporništva so bili ubiti, vsa sodelujoča gospodinjstva pa so bila kaznovana…
Po 800 letih briksenške oblasti je bilo leta 1803, z ukazom dunajske dvorne komisije, blejsko gospostvo podržavljeno.
Turki so do vasi prišli v letu 1475. Takrat so jih ustavile močvirnate Ivoše. Obrnili so se in v vas niso vstopili. Leta 1483 pa so prišli tudi v vas, ter poškodovali in oskrunili farno cerkev, niso pa je požgali..

#### Rudarstvo in topilništvo
Prvi podatek o rudokopih pod  Belščico seže v leto 1403, v letu 1540 pa naj bi bili rudarske obrate pod Belščico še razširili. Topilništvo se je takrat že odvijalo v dolini in sicer v Trebežu na Javorniku. Leta 1761 je bilo ob Rudišču Belščica zgrajeno rudarsko (upravno) poslopje, ki je danes planinski Valvazorjev dom. - Rudarili pa so le v poletnih mesecih. Začeli so v marcu in končali ob začetku zime oziroma v decembru. Rudo so v dolino vozili le nekaj dni v tednu (oziroma mesecu) in le ob ugodnem vremenu po tako imenovani Rudni poti preko Koroške Bele in sicer navadno le enkrat na dan. Prevoz so opravljali vozarji oziroma volarji. - Vaščani Koroške Bele so bili pri vseh teh delih zelo močno zastopani

#### Občina Koroška Bela
Koroška Bela naj bi postala občina v letu 1803, ko je bilo z ukazom dunajske dvorne komisije, blejsko gospostvo podržavljeno in je prenehala briksenška oblast. Občina Koroška Bela je vključevala vasi - naselja Potoke, Javornik in Javorniški Rovt, to so ozemlja KO Koroška Bela, KO Potoki in KO Javornik (Slovenski Javornik). Občina Koroška Bela je bila leta 1955, po 152 letih obstoja, vključena v občino Jesenice kot KS  Javornik - Koroška Bela in je tako prenehala obstajati.  
Občina Koroška Bela je leta 1892 imela 1033 prebivalcev : Bela 505, Javornik 305, Javorniški Rovt 127, Potoki 96.  
V Občini Koroška Bela je bilo leta 1900 199 hiš.
Na Koroški Beli je bilo leta 1900 : 34 konjev, 442 govedi, 191 prašičev, 143 ovc, 25 koz, 883 perutnine in 400 čebeljih panjev.

#### Leta francoske okupacije
Francozi naj bi prvič prišli v slovenske kraje leta 1797. Prvi dokument, ki priča o prisotnosti Francozov na Koroški Beli, pa je pismo z dne 20. maja 1809. V njem so zahtevali, da naj sodnik na Koroški Beli naslednjega dne ob 2. uri zjutraj priskrbi 14 voz za prevoz njihovih enot v Radovljico, sicer bo prišla njihova konjenica in začela ropati. Poleg slabih stvari je francoska okupacija sicer prinesla tudi nekaj dobrih. Za vas pa je bilo to celotno obdobje ena zelo velika nesreča. Francoska vojska je namreč, kot vsaka vojska,  neznosno izsiljevala. Domačini, ki še zase niso imeli dovolj, so morali financirati francosko upravo ter oskrbovati tudi redne vojaške enote : s konji, z  vozovi, ter z mesom, kruhom in vinom. Potreba po konjih se je najbolj povečala  po Napoleonovem porazu v Rusiji. Njihove vojaške formacije pa so štele tudi po več tisoč mož, ki jih seveda nikakor ni bilo možno primerno oskrbeti. Pobrali so vse, prav vse.- Leta francoske zasedbe so bila tako tudi leta velikega gospodarskega nazadovanja in zelo hudih davčnih bremen. 
S celotnega slovenskega ozemlja so bili Francozi pregnani v začetku oktobra 1813. Ob  ponovni avstrijski zasedbi pa si prebivalstvo še vedno ni moglo oddahniti, saj je potem moralo oskrbeti še njihovo vojsko. Prebivalstvo je zato takrat živelo v zelo velikem pomanjkanju, umrljivost je bila visoka, odpornost pa zelo nizka.  
Skupno je vojaštvo, ki je v teh letih v več valovih šlo preko Jesenic in Koroške Bele, štelo vsaj 10 do 20 tisoč mož.  

### Velike nesreče
Nobena od tu opisanih nesreč, ki je prizadela vas Koroško Belo, ni ustrezno dokumentirana, saj so požari in ob okupaciji tudi Nemci uničili večino podatkov in arhivov. - Podobno je tudi z opisi vseh ostalih dogodkov.
- poznoantična mala ledena doba (535 – 660) – pred nastankom vasi !

- francoska okupacija (1809 – 1813)

----------------------------------------------------------
- 1348 (25.01) potres - "beljaški potres" : Pontebba (6,4 / VIII, IX (mag/EMS v SLO)
- 1508 ( --.01) potres - "ljubljanski potres" : Ljubljana (4,7 / VII (mag/EMS v SLO)
- 1511 (26.03) potres - "idrijski potres" : Idrija (Pontebba ?) (6,8/(7-7,2 ?) X (mag/EMS v SLO)
- 1690 (04.12) potres - "beljaški potres" : Beljak (5,9, VIII (mag/EMS v SLO)
- 1761 (27.06) požar - uničil je 60 stavb in obnovljeno cerkev
- 1789 (13.11) povodenj - katastrofalna povodenj - porušil se je hrib Čikla, ogromna količina razmočene zemljine hriba je udarila kot katastrofalen drobirski tok, zasulo je 47 poslopij in ob tem površino 300.000 m2
- 1895 (14.04) potres - "ljubljanski potres" : Ljubljana (6,1 / VIII, IX (mag/EMS v SLO)
- 1917 (14.08) požar, bombardiranje – italijanska letala so (pomotoma) bombardirala vas, 36 bomb, 2 mrtva, pogorelo je 47 poslopij in cerkev
- 1926 (08.08) povodenj – katastrofalna povodenj – veliko razdejanje, odneslo je pol hiše
- povodnji pa naj bi bile tudi v letih: 1749 (?), 1851 (?) in 1875
- bile so tudi epidemije kuge, domnevno v letih 1348, 1349, 1578, 1598, 1624
- črne koze so razsajale v letih : 1709, 1727, 1740, 1793, 1801 (tudi griža, ošpice), 1803, 1807, 1813

## Znamenitosti, dediščina

### Naravna
- Turška jama
- Obešnik
- slap Čikla s sotesko

### Stavbna (kulturna)
- Cerkev sv. Ingenuina in Albuina - Koroška Bela z Malneža - ponočiCerkev sv. Ingenuina in Albuina - Koroška Bela z Malneža - podnevicerkev sv. Ingenuina in sv. Albuina
- kapelica sredi vasi
- francosko znamenje (Štefancovo znamenje)
- vaško jedro
- znamenje na steni cerkvenega obzidja
- spominsko znamenje o Turškem vpadu leta 1475
- hiši : 
  - Branclnova
  - pri Ta Zgornmu Čopu
- napajalna korita :
  - pri Bvažunu,
  - pri Čopu,
  - pri Frtinu

Degradirana dediščina:
- hiši :
  - Maričnikova,
  - Bvažunova
- gasilski dom

### Arheološka
- Gradišče nad Sotesko
- Nivce (Zgorne Nivce)

### Tehnična
- Rudna pot
- rudnik nad Vrtačo